# Gebrauchslyrik
Gebrauchslyrik besitzt keine einheitliche Definition, doch man kann darunter beispielsweise Gedichte verstehen, die zu einer bestimmten Zeit, zu einem bestimmten Zweck oder aufgrund eines gegebenen Anlasses verfasst wurden.
Gebrauchslyrik sind oft Gedichte, die zum Nutzen („zum Gebrauch“) der Leser geschrieben wurden. Oftmals befassen sie sich mit Problemen ihrer Zeit, auf die sie den Leser deutlich aufmerksam machen wollen. Die Aussage ist daher klar verständlich formuliert und wird nicht durch mehrdeutige Elemente wie Allegorien ausgedrückt, so dass die Gedichte sehr zugänglich sind.
Gebrauchslyrik war in der neuen Sachlichkeit in den 1920er-Jahren eine typische Ausdrucksform. Der Begriff wurde 1927 aufgrund eines Lyrikwettbewerbs von Bertolt Brecht geprägt, weitere wichtige Vertreter dieser Form der Lyrik sind Erich Kästner, Kurt Tucholsky und Joachim Ringelnatz.
Tucholsky merkt zum Thema Gebrauchslyrik an: „Es hat zu allen Zeiten eine Sorte Lyrik gegeben, bei der die Frage nach dem Kunstwert eine falsch gestellte Frage ist: Ich möchte dieser Verse Gebrauchslyrik nennen… Die Wirkung [auf die Massen] soll sofort erfolgen, sie soll unmittelbar sein, ohne Umschweife.“ Als Beispiel dafür verweist Tucholsky auf Oskar Kanehls Gedichtsammlung Straße frei, deren „Verse durchaus und durchum auf den Gebrauch zugeschnitten [sind], für den sie bestimmt sind“.
In seinem zweiten Gedichtband Lärm im Spiegel geht auch Kästner auf den neuen Begriff ein. Er schreibt in einer so genannten „Prosaischen Zwischenbemerkung“ über sein Selbstverständnis als Dichter: „Zum Glück gibt es ein oder zwei Dutzend Lyriker – ich hoffe fast, mit dabei zu sein – die bemüht sind, das Gedicht am Leben zu erhalten. Ihre Verse kann das Publikum lesen und hören, ohne einzuschlafen; denn sie sind seelisch verwendbar. Sie wurden im Umgang mit den Freuden und Schmerzen der Gegenwart notiert; und für jeden, der mit der Gegenwart geschäftlich zu tun hat, sind sie bestimmt. Man hat für dies Art von Gedichten die Bezeichnung ‚Gebrauchslyrik‘ erfunden, und die Erfindung beweist, wie selten in der jüngsten Vergangenheit wirkliche Lyrik war.“

## Trivia
Im April 2024 hatte der Sänger Campino von der Punkband Die Toten Hosen eine Gastprofessur an der Universität Düsseldorf über Gebrauchslyrik.